# Nikolai Koltsov
Nikolai Konstantinovich Koltsov (em russo:  Николай Константинович Кольцов; 14 de julho de 1872– 2 de dezembro de 1940) foi um biólogo russo. Ele foi um dos criadores da genética moderna. Nikolai Koltsov foi também um professor do famoso biólogo Nikolay Timofeeff-Ressovsky.

## Carreira científica
Ele graduou pela Universidade de Moscou em 1894 e trabalhou como professor ali de 1985 até 1911. Ele fundou e dirigiu o Instituto de Biologia Experimental em meados de 1917, um pouco antes da Revolução de Outubro. Ele era membro da Academia Agrícola (VASKhNIL).

## Pesquisas
Nikolai Koltsov trabalhou em citologia e anatomia de vertebrados. Em 1903 Koltsov propôs que a forma das célula era determinada por uma rede de túbulos que ele chamou de citoesqueleto. Em 1927 Kolstov propôs que os traço herdados iam ser herdados via uma "enorme molécula hereditária" que ia ser composta de "duas tranças de espelho que reproduziriam num modo semi-conservador que usa cada trança como um modelo". Em 1953 essas idéias foram confirmadas como corretas quando James Watson e Francis Crick descreveram a estrutura do DNA. Watson e Crick aparentemente nunca ouviram sobre Koltsov. Um geneticista estadunidense chamado Richard Goldschmidt escreveu sobre Koltsov: "Tinha o brilhante Nikolai Koltsov, provavelmente o melhor zoologista russo da última geração, um invejável, culto de maneira inacreditável, sábio de pensamentos puros, admirado por todos que o conheciam"

## Prisão e julgamento em 1920
Koltsov foi preso acusado de ser membro do inexistente "Centro Tático Anti-Soviético" inventado pela Cheka, a organização secreta do Estado, em 1920. O promotor público Nikolai Krylenko exigiu a pena de morte para Koltsov (67 de aproximadamente 1000 pessoas presas eram executadas). Entretanto, depois de um apelo pessoal para Vladimir Lenin por Máximo Gorki,  Koltsov foi liberado e foi restaurado para sua posição como chefe do Instituto Kotsov de Biologia Experimental.

## Campanha contra ele e morte
Em 1937 e 1939, os apoiadores de Trofim Lyssenko publicaram uma série de artigos de propaganda contra Nikolai Koltsov e Nikolai Vavilov. Eles escreveram: "O Instituto de Genética da Academia de Ciências não só não criticou as besteiras fascistas de Professor Koltsov, mas também não se dissociou de suas 'teorias' que suportavam as teorias raciais fascistas". Sua morte em 1940 foi alegadamente causada por um derrame cerebral. Porém, "a bioquímica Ilya Zbarsky revelou que a morte inesperada de Koltsov foi causada por envenenamento pela NKVD", a policia secreta da União Soviética. Naquele mesmo dia a esposa de Koltsov cometeu suicídio